# ERMAP
Protein liên hợp màng tế bào hồng cầu (tiếng Anh: Erythroid membrane-associated protein) là protein ở người đảm nhận chức năng xây dựng hệ thống nhóm máu Scianna và được mã hóa bởi gen ERMAP.